# We'll Be Coming Back
"We'll Be Coming Back" é uma canção do artista escocês Calvin Harris de seu álbum 18 Months, lançado como quarto single do álbum, em 27 de julho de 2012. A canção poussi a participação nos vocais do artista inglês Example. A canção passou duas semanas na posição de número #2 (mantida de fora por Wiley, com a canção "Heatwave") na UK Singles Chart, tornando-se o número #2 consecutivo no Reino Unido. Na Irlanda, a canção estreou na posição de número #1, se tornando o single de Example número um e segundo de Harris (primeiro como artista principal) no país. Em 2012 se tornou trilha de Malhação, tema dos protagonista Lia e Vitor, interpretados por Alice Wegmann e Guilherme Leicam.

## Composição
Iniciando com uma introdução de guitarra dirigida melódica, "We'll Be Coming Back" muda para um sintetizador electro durante o refrão, com vocais de Example.

## Lista de faixas
- CD

1. "We'll Be Coming Back"
2. "We'll Be Coming Back" (Original Extended Mix)
3. "We'll Be Coming Back" (Michael Woods Remix)
4. "We'll Be Coming Back" (Killsonik Remix)

- Disco de imagem de 12"

1. "Original Extended Mix"
2. "Michael Woods Remix"
3. "Jacob Plant Remix"
4. "Killsonik Remix"

- Download digital

1. "We'll Be Coming Back" – 3:56
2. "We'll Be Coming Back" (Original Extended Mix) – 6:33
3. "We'll Be Coming Back" (Michael Woods Remix) – 5:18
4. "We'll Be Coming Back" (KillSonik Remix) – 5:32
5. "We'll Be Coming Back" (R3hab EDC NYC Remix) – 6:09
6. "We'll Be Coming Back" (R3hab EDC Vegas Remix) – 5:57
7. "We'll Be Coming Back" (Jacob Plant Remix) – 5:03

## Paradas e posições
| País/Parada (2012)                          | Melhor posição |
| ------------------------------------------- | -------------- |
| Austrália (ARIA Charts)                     | 8              |
| Bélgica (Ultratop 50 Flanders)              | 6              |
| Dinamarca (Hitlisten)                       | 5              |
| Escócia (Scottish Singles and Albums Chart) | 1              |
| Eslováquia (IFPI Slovenská Republika)       | 47             |
| Estados Unidos (Hot Dance Club Songs)       | 47             |
| Hungria (Radiós Top 40)                     | 27             |
| Irlanda (IRMA)                              | 1              |
| Nova Zelândia (RIANZ)                       | 17             |
| Países Baixos (MegaCharts)                  | 71             |
| Reino Unido (UK Dance Chart)                | 2              |
| Reino Unido (UK Singles Chart)              | 2              |
| Suécia (Sverigetopplistan)                  | 20             |

## Histórico de lançamento
| País           | Data                | Gravadora                         | Formato          |
| -------------- | ------------------- | --------------------------------- | ---------------- |
| Austrália      | 27 de julho de 2012 | Sony Music                        | Download digital |
| Nova Zelândia  | 27 de julho de 2012 | Sony Music                        | Download digital |
| Irlanda        | 27 de julho de 2012 | Sony Music                        | Download digital |
| Reino Unido    | 29 de julho de 2012 | Fly Eye Records, Columbia Records | Download digital |
| Estados Unidos | 29 de julho de 2012 | Ultra Records                     | Download digital |